# Mario Mattoli
Mario Mattòli (Tolentino, 30 novembre 1898 – Roma, 26 febbraio 1980) è stato un regista, sceneggiatore e impresario teatrale italiano, fra i più popolari del suo tempo.

## Biografia
Mario Mattoli era discendente diretto di Agostino Mattoli, medico chirurgo omeopata e patriota italiano del XIX sec., aderente alla Repubblica Romana. La nobile famiglia Mattòli era originaria di Bevagna, ma Mario nacque a Tolentino perché suo padre Aristide Mattoli, medico chirurgo, era stato trasferito presso il locale ospedale. Laureatosi in giurisprudenza, iniziò a lavorare per gli impresari Suvini e Zerboni. Dal 1924 ne divenne segretario e pian piano, gestori di sale, attori, agenti e artisti divennero il suo mondo. Nel 1927 fondò con l'impresario Luciano Ramo la Spettacoli Za-bum, basata sull'intuizione di aprire gli spettacoli di rivista agli attori di prosa. Così vennero lanciati grandi nomi, che poi dalla rivista passarono con successo anche al cinema, come Vittorio De Sica, Alberto Sordi, Erminio Macario, Aldo Fabrizi, Enrico Viarisio.
Nel 1928 sposò Mity Mignone, attrice di prosa famosa all'epoca che assieme ai suoi due fratelli Totò e Carolina (in arte Milly), partecipava ai migliori spettacoli di varietà del tempo; questo trio si sciolse proprio all'indomani del matrimonio di Mity. La Za-bum si occupava essenzialmente di teatro ma produceva anche film, così, quando per un'improvvisa indisposizione di Carlo Ludovico Bragaglia si dovette trovare un regista nel minor tempo possibile, Mattòli si rese disponibile e diresse Tempo massimo (1934).

Mario Mattoli

Da allora Mattoli firmò, in 32 anni di carriera, ben 84 lungometraggi e molto spesso ne scrisse anche le sceneggiature, spaziando dal melodramma strappalacrime al film mitologico alla fantascienza. Dette tuttavia il meglio di sé con le commedie, esaltando il talento di Erminio Macario prima e di Totò poi. Mario Mattoli lavorò anche in televisione con Za-bum (1964) e Za-bum n.2 dell'anno seguente. La critica lo bersagliò a lungo e, nonostante i successi di pubblico, non ricevette premi significativi. Egli stesso si definiva regista privo di formazione e di talento; tuttavia fu capace di cospicui incassi al botteghino. Alcuni dei suoi film, in particolare quelli con Totò (Miseria e nobiltà, Un turco napoletano, Signori si nasce), sono oggi considerati dei classici del cinema italiano.

## Vita privata
Dal matrimonio con Mity Mignone (1908-2004) il 4 marzo 1946 nacque Marina Mattoli (1946-2010), che seguì le orme del padre, svolgendo il ruolo di aiuto regista e sceneggiatrice in vari film italiani degli anni settanta, ottanta e novanta. Marina è poi morta il 24 novembre del 2010, venendo sepolta insieme alla madre nel Cimitero di Nepi (Viterbo). Mattoli morì in relativa povertà (a causa di alcune disavventure finanziarie) a Roma nel 1980: ricoverato in corsia all'Ospedale San Camillo, di fronte alla trasmissione di un film di Totò, disse di esserne il regista, per essere deriso dai medici e dagli infermieri della struttura presenti. Quando poi si accorsero che era veramente il regista di Totò, gli trovarono una piccola stanzetta personale, dove morì il 26 febbraio di quell'anno. È sepolto insieme ai genitori nel cimitero di Bevagna.
Dal 2008 ogni anno a Bevagna, paese di origine della famiglia del regista, viene organizzata la rassegna culturale "Mattòli si nasce" durante la quale viene ricordato il regista con conferenze e proiezioni dei suoi film più famosi. Dal 2009 è stato contestualmente indetto il "Premio Mattòli per la commedia all'italiana". Nel 2010 a Tolentino, città natale del regista, è nata l'associazione "Officine Mattòli". Ad essa è legato l'omonimo istituto di formazione cinematografica.

## Filmografia

### Regista
- Tempo massimo (1934)
- Amo te sola (1935)
- L'uomo che sorride (1936)
- Sette giorni all'altro mondo (1936)
- La damigella di Bard (1936)
- Musica in piazza (1936)

Dina Galli ed Armando Falconi in Felicita Colombo (1937)

- Gli ultimi giorni di Pompeo (1937)
- Questi ragazzi (1937)
- Felicita Colombo (1937)
- Nonna Felicita (1938)
- L'ha fatto una signora (1938)
- La dama bianca (1938)
- Ai vostri ordini, signora... (1939)
- Eravamo sette vedove (1939)
- Imputato, alzatevi! (1939)
- Lo vedi come sei... lo vedi come sei? (1939)
- Mille chilometri al minuto! (1940)
- Abbandono (1940)
- Il pirata sono io! (1940)
- Non me lo dire! (1940)
- Luce nelle tenebre (1941)
- Ore 9: lezione di chimica (1941)
- Voglio vivere così (1942)
- Catene invisibili (1942)
- I 3 aquilotti (1942)
- La donna è mobile (1942)
- Labbra serrate (1942)
- Stasera niente di nuovo (1942)
- La valle del diavolo (1943)
- La vispa Teresa (1943)
- Ho tanta voglia di cantare (1943)
- L'ultima carrozzella (1943)
- Circo equestre Za-bum (1944)
- La vita ricomincia (1945)
- Partenza ore 7 (1946)
- I due orfanelli (1947)
- Totò al Giro d'Italia (1948)
- Fifa e arena (1948)
- Il fiacre n. 13, co-regia di Raoul André (1948)
- Assunta Spina (1948)
- Signorinella (1949)
- I pompieri di Viggiù (1949)
- Adamo ed Eva (1949)
- Tototarzan (1950)
- L'inafferrabile 12 (1950)
- Il vedovo allegro (1950)
- I cadetti di Guascogna (1950)
- Totò sceicco (1950)
- Totò terzo uomo (1951)
- Il padrone del vapore (1951)
- Arrivano i nostri (1951)
- Anema e core (1951)
- Accidenti alle tasse!! (1951)
- Vendetta... sarda (1952)
- Cinque poveri in automobile (1952)
- Un turco napoletano (1953)
- Siamo tutti inquilini (1953)
- Il più comico spettacolo del mondo (1953)
- Due notti con Cleopatra (1954)
- Totò cerca pace (1954)
- Il medico dei pazzi (1954)
- Miseria e nobiltà (1954)
- L'ultimo amante (1955)
- Le diciottenni (1955)
- I giorni più belli (1956)
- Peppino, le modelle e... "chella llà" (1957)
- Totò, Peppino e le fanatiche (1958)
- Come te movi, te fulmino! (1958)
- Tipi da spiaggia (1959)
- Prepotenti più di prima (1959)
- Non perdiamo la testa (1959)
- Guardatele ma non toccatele (1959)
- Signori si nasce (1960)
- Un mandarino per Teo (1960)
- Appuntamento a Ischia (1960)
- Totò, Fabrizi e i giovani d'oggi (1960)
- Sua Eccellenza si fermò a mangiare (1961)
- Maciste contro Ercole nella valle dei guai (1961)
- Appuntamento in Riviera (1962)
- 5 marines per 100 ragazze (1962)
- Obiettivo ragazze (1963)
- Cadavere per signora (1964)
- Per qualche dollaro in meno (1966)

### Attore
- I ragazzi di Bandiera Gialla, regia di Mariano Laurenti (1967)

## Tributi
- Mattolineide, regia di Maurizio Ponzi (1977)
- Mattolissimo: Il Cinema sono io!, documentario antologico di Lorenzo Bassi, regia di Franco Longobardi (2018)